# Schoenobius rufalis
Schoenobius rufalis là một loài bướm đêm trong họ Crambidae.